# Spercheiáda
Spercheiáda är en kommunhuvudort i Grekland.   Den ligger i prefekturen Fthiotis och regionen Grekiska fastlandet, i den centrala delen av landet, 170 km nordväst om huvudstaden Aten. Spercheiáda ligger 187 meter över havet och antalet invånare är 2 691.
Terrängen runt Spercheiáda är huvudsakligen kuperad, men åt sydost är den bergig.Runt Spercheiáda är det ganska glesbefolkat, med 24 invånare per kvadratkilometer. Spercheiáda är det största samhället i trakten. == Kommentarer ==
1. ↑  Framräknat ur variansen i alla höjduppgifter (DEM 3") från Viewfinder Panoramas, inom 10 km radie.[2] Mer om algoritmen finns här: Användare:Lsjbot/Algoritmer.